# Eleonora Vandi
Eleonora Vandi (Pésaro, 15 de marzo de 1996) es una atleta italiana especialista en los 800 metros.

## Carrera
Debutó en las categorías inferiores en el atletismo italiano en 2012, especializándose en los 800 metros. En 2013 compitió en el Campeonato Mundial Juvenil de Atletismo que tuvo lugar en la ciudad ucraniana de Donetsk, donde compitió en la categoría de 800 metros. No superó la carrera clasificatoria, pues quedó séptima en la serie primera donde quedó colocada, con un tiempo de 2:15,11 minutos.
Para 2015, en el Campeonato Europeo de Atletismo Sub-20	de Eskilstuna (Suecia), tampoco superó la primera carrera disputada, aunque quedó cerca de superar el corte (fue cuarta) en los 800 m con una marca de 2:08,25 minutos, lo que significó una rebaja de casi siete segundos con sus registros de dos años antes.
En 2016 lograría su primera medalla de oro en los Juegos Mediterráneos Sub-23 que se celebraron en Túnez, colgándose un primer puesto tras correr en 2:07,51 minutos. Al año siguiente, en el Campeonato Europeo de Atletismo Sub-23 de Bydgoszcz (Polonia) volvía a quedarse fuera de una final.
En 2019, Italia fue el país acogedor de la Universiada, con Nápoles como ciudad anfitriona. Mejoró sus registros anteriores, llegando a ser semifinalista en los 800 metros (cuarta en la segunda semifinal), con un tiempo de 2:05,09 minutos. Rebajaría su marca en el Campeonato Mundial de Atletismo de Doha hasta los 2:04,98 minutos, aunque eso no le sirvió para superar la primera carrera.
Tras superarse la etapa más virulenta de la pandemia de coronavirus, los torneos deportivos volvieron a recuperar ritmo, y los deportistas regresaron a los entrenamientos y rutinas. En marzo de 2021, Vandi regresaba a Polonia para disputar el Campeonato Europeo de Atletismo en Pista Cubierta, donde cayó en semifinales, siendo cuarta en la primera serie, con un tiempo de 2:04,97 minutos.

## Vida personal
Eleonora es la hermana mayor de la velocista Elisabetta Vandi. Sus padres también han sido atletas; su padre, Luca, corredor de media distancia; y su madre, Valeria Fontan, como velocista. Ha estudiado en la Università Ca' Foscari, en Venecia.

## Resultados

### Por temporada
| Representando a Italia | Representando a Italia                            | Representando a Italia | Representando a Italia | Representando a Italia | Representando a Italia |
| ---------------------- | ------------------------------------------------- | ---------------------- | ---------------------- | ---------------------- | ---------------------- |
| Año                    | Competición                                       | Lugar                  | Puesto                 | Modalidad              | Marca                  |
| 2013                   | Campeonato Mundial Juvenil de Atletismo           | Donetsk                | 7.ª (H1)               | 800 m                  | 2:15,11 min.           |
| 2015                   | Campeonato Europeo de Atletismo Sub-20            | Eskilstuna             | 4.ª (H2)               | 800 m                  | 2:08,25 min.           |
| 2016                   | Juegos Mediterráneos Sub-23                       | Túnez                  | 1.ª                    | 800 m                  | 2:07,51 min.           |
| 2017                   | Campeonato Europeo de Atletismo Sub-23            | Bydgoszcz              | 6.ª (H1)               | 800 m                  | 2:07,69 min.           |
| 2019                   | Universiada                                       | Nápoles                | 4.ª (SF2)              | 800 m                  | 2:05,09 min.           |
| 2019                   | Campeonato Mundial de Atletismo                   | Doha                   | 6.ª (H6)               | 800 m                  | 2:04,98 min.           |
| 2021                   | Campeonato Europeo de Atletismo en Pista Cubierta | Toruń                  | 4.ª (SF1)              | 800 m                  | 2:04,97 min.           |

### Mejores marcas
| Disciplina                         | Marca        | Lugar     | Fecha                   |
| ---------------------------------- | ------------ | --------- | ----------------------- |
| 200 metros lisos (exterior)        | 25,59 s.     | Fermo     | 1 de julio de 2012      |
| 400 metros lisos (exterior)        | 55,28 s.     | Orvieto   | 3 de junio de 2012      |
| 400 metros lisos (pista cubierta)  | 56,78 s.     | Ancona    | 22 de enero de 2014     |
| 800 metros lisos (exterior)        | 2:00,88 min. | Rehlingen | 9 de junio de 2019      |
| 800 metros lisos (pista cubierta)  | 2:04,04 min. | Ancona    | 21 de febrero de 2021   |
| 1000 metros lisos (exterior)       | 2:38,48 min. | Bruselas  | 4 de septiembre de 2020 |
| 1000 metros lisos (pista cubierta) | 2:57,55 min. | Ancona    | 19 de febrero de 2012   |
| 1500 metros lisos (exterior)       | 4:18,07 min. | Pescara   | 9 de septiembre de 2018 |
| 1500 metros lisos (pista cubierta) | 4:21,74 min. | Padua     | 27 de enero de 2019     |
| 3000 metros lisos (exterior)       | 9:36,81 min. | Trento    | 17 de julio de 2018     |
| 3000 metros lisos (pista cubierta) | 9:26,38 min. | Padua     | 17 de enero de 2021     |
| 4 x 400 metros relevos (exterior)  | 3:44,89 min. | Imola     | 16 de junio de 2019     |